# 吴淞大桥
31°22′13″N 121°29′25″E / 31.37020°N 121.49021°E

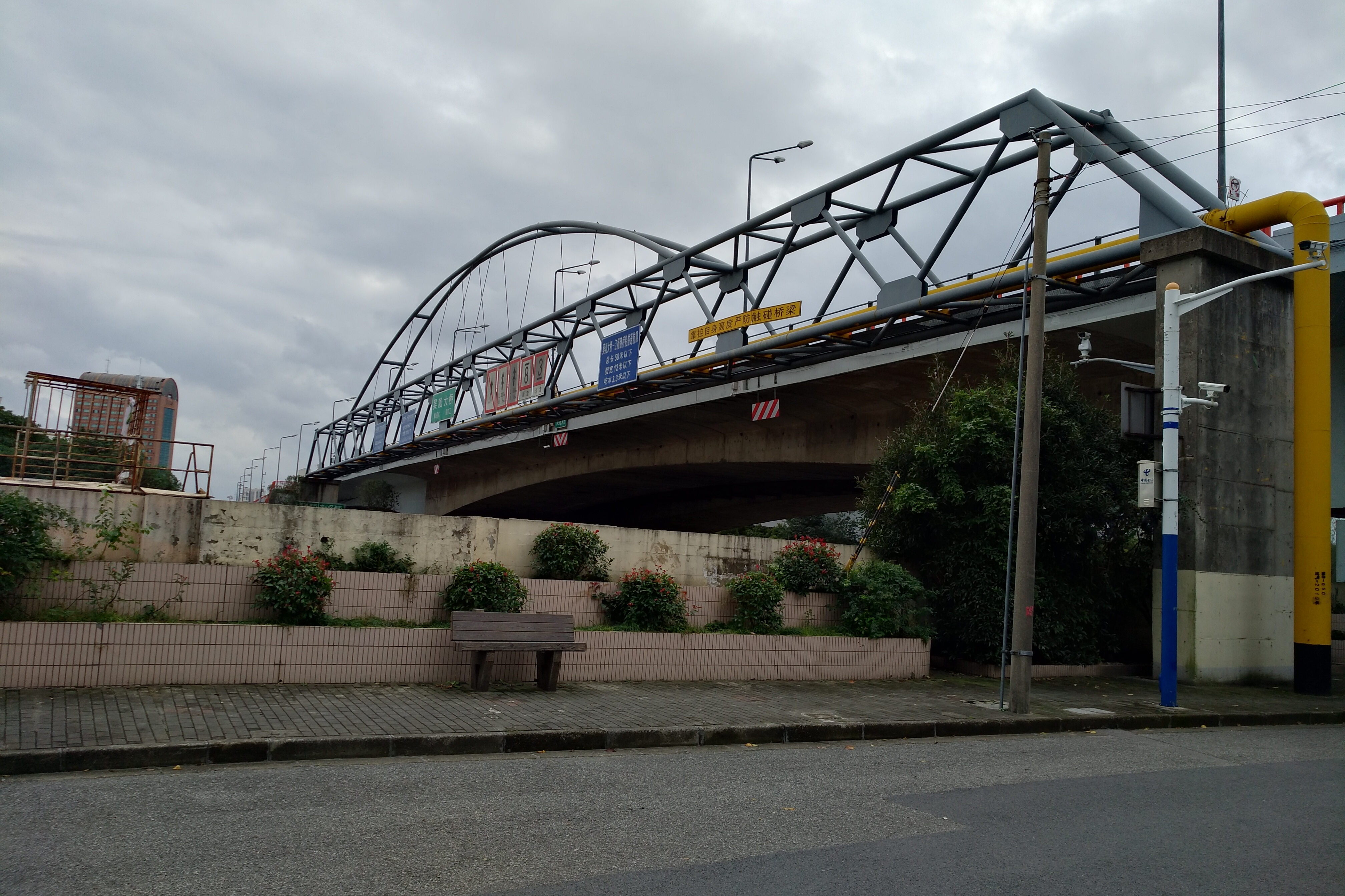
吴淞大桥

吴淞大桥又稱上海吳淞大橋、上海市吳淞大橋，是中華人民共和國上海市寶山區一條跨越蕴藻浜的橋樑，它南连逸仙路，北接同济路。桥梁全长968.7m，桥面总宽40m，桥高12.5米。

## 歷史
它最初是一座建于1899年的木質橋樑。這座桥长约90米，宽5.3米。一二八事變期間，日军从闸北、庙行一带進攻吴淞，国民革命军第十九路军和国民革命军第五军为抵挡日军进攻而将大桥炸毁。1932年5月淞沪停战协定签订后，日军抢修桥梁，并以白川义则作为桥名。
1953年9月，當局又新造了一座跨越蕴藻浜的公路大桥，定名吴淞蕴藻浜大桥。該桥总长126米，宽16米，为钢筋混凝土结构，桥梁荷载为20吨。1963年，桥台下沉，當局加固了橋樑。後來由於吴淞蕴藻浜大桥出現大量裂缝以及桥面狭窄，當局決定建一座新的橋樑。為了籌措新橋資金，當局自1991年12月1日起對橋樑上的車輛收费。
新橋于1992年3月开工，同年11月27日合拢，西侧半座桥于12月10日建成通车。橋名定名為吴淞大桥。當時吴淞大桥的宽度和载重量超过了南浦大桥，該橋在當時也被視為继南浦大桥、杨浦大桥之后的上海第三座大桥。2015年4月，有人在引桥上发现了一个长约1米、宽约30厘米的窟窿，7月3日22时起，吴淞大桥接受为期11个月的整体大修。2021年，吴淞大桥的外觀更新。